# Osmijesi ljetne noći
Osmijesi ljetne noći (šved. Sommarnattens leende), je švedska komedija redatelja Ingmara Bergmana iz 1955.

## Radnja
Radnja filma se uglavnom odigrava u jednoj plemićkoj kući u Skåneu oko 1900. Film opisuje događanja oko odvjetnika Egermana i njegove obitelji, i porobleme koje ljubav može prouzročiti.

## O filmu
Bergman je napravio inteligentnu i profinjenu komediju, različitu od komedija koje su se snimale u to doba. Likovi iz Osmijeha ljetne noći mogu se često cinično postaviti prema ljubavi i seksualitetu no opet film se završava sretno.  
Osmijesi ljetne noći bio je Bergmanov proboj na međunarodnom planu. Film je između ostalog nagrađen nagradom Prix de l'humour poétique na filmskom festivalu u Cannesu 1956. godine. 

## Uloge (izbor)
- Ulla Jacobsson – Anne Egerman
- Eva Dahlbeck – Desiree Armfeldt
- Harriet Andersson – Petra
- Margit Carlqvist – Grofica Charlotte Malcolm
- Gunnar Björnstrand – Fredrik Egerman
- Jarl Kulle – Grof Carl-Magnus Malcolm
- Åke Fridell – Frid

## Vanjske poveznice
- Osmijesi ljetne noći u internetskoj bazi filmova IMDb-a